# Coty (przedsiębiorstwo)
Coty, Inc. – amerykańska firma kosmetyczna, założona w 1904 roku w Paryżu przez François Coty’ego. Coty jest jedną z największych na świecie firm kosmetycznych generującą dochody na poziomie około 9 miliardów dolarów.
Firma posiada ponad 177 marek, które dystrybuowane są w 150 krajach na całym świecie.

## Struktura
Coty zostało podzielone na trzy dywizje. Coty Consumer Beauty skupia się na kosmetykach kolorowych, produktach detalicznych do koloryzacji i stylizacji włosów, kosmetykach do pielęgnacji ciała oraz masowych zapachach, sprzedawanych przede wszystkim za pośrednictwem masowych kanałów dystrybucji; należą do niej m.in. takie marki jak Cover Girl, Max Factor, Rimmel, adidas i Sally Hansen.
Dywizja Coty Luxury koncentruje się na zapachach prestiżowych oraz kosmetykach do pielęgnacji skóry segmentu premium,obejmuje m.in. takie marki jak Calvin Klein, Marc Jacobs, Hugo Boss, Gucci, Chloé, Bottega Veneta i philosophy.
Dywizja Coty Professional Beauty, która zajmuje się współpracą z właścicielami salonów oraz specjalistami zarówno w zakresie pielęgnacji włosów, jak i paznokci, z takimi markami jak Wella Professionals, OPI, ghd i Sebastian Professionals.
| Dywizja Consumer Beauty: - Rimmel, - Bourjois, - Astor, - Max Factor, - Manhattan, - Miss Sporty, - Sally Hansen, - Adidas, - Playboy, - David Beckham, - Wella, - Londa. | Dywizja Professional Beauty: - OPI, - NIOXIN, - Wella Professionals, - System Professional, - Professional Sebastian, - Londa Professional. | Dywizja Luxury: - Chloe, - Calvin Klein, - Balenciaga, - Marc Jacobs, - Miu Miu, - Gucci, - Jil Sander, - Beyonce, - Cerruti, - Enrique Iglesias, - Lacoste, - Katy Perry, - Roberto Cavalli, - Davidoff, - Hugo Boss, - Bruno Banani, - Mexx, - Gabriela Sabatini, - Lancaster, - Joop! |